# Nemia, Moghilău
Nemia (în ucraineană Немія) este o comună în raionul Moghilău, regiunea Vinnița, Ucraina, formată numai din satul de reședință.

## Demografie
Componența lingvistică a satului Nemia
     Ucraineană (97,75%)
     Rusă (1,76%)
     Alte limbi (0,25%)
Conform recensământului din 2001, majoritatea populației satului Nemia era vorbitoare de ucraineană (97,75%), existând în minoritate și vorbitori de rusă (1,76%).